# 原新化郡公會堂
23°02′16″N 120°18′37″E / 23.037774°N 120.310184°E
原新化郡公會堂是臺灣臺南市的文化資產，位於新化區，為昔日新化郡的公會堂，於民國九十七年（2008年）6月10日公告為歷史建築。

## 沿革

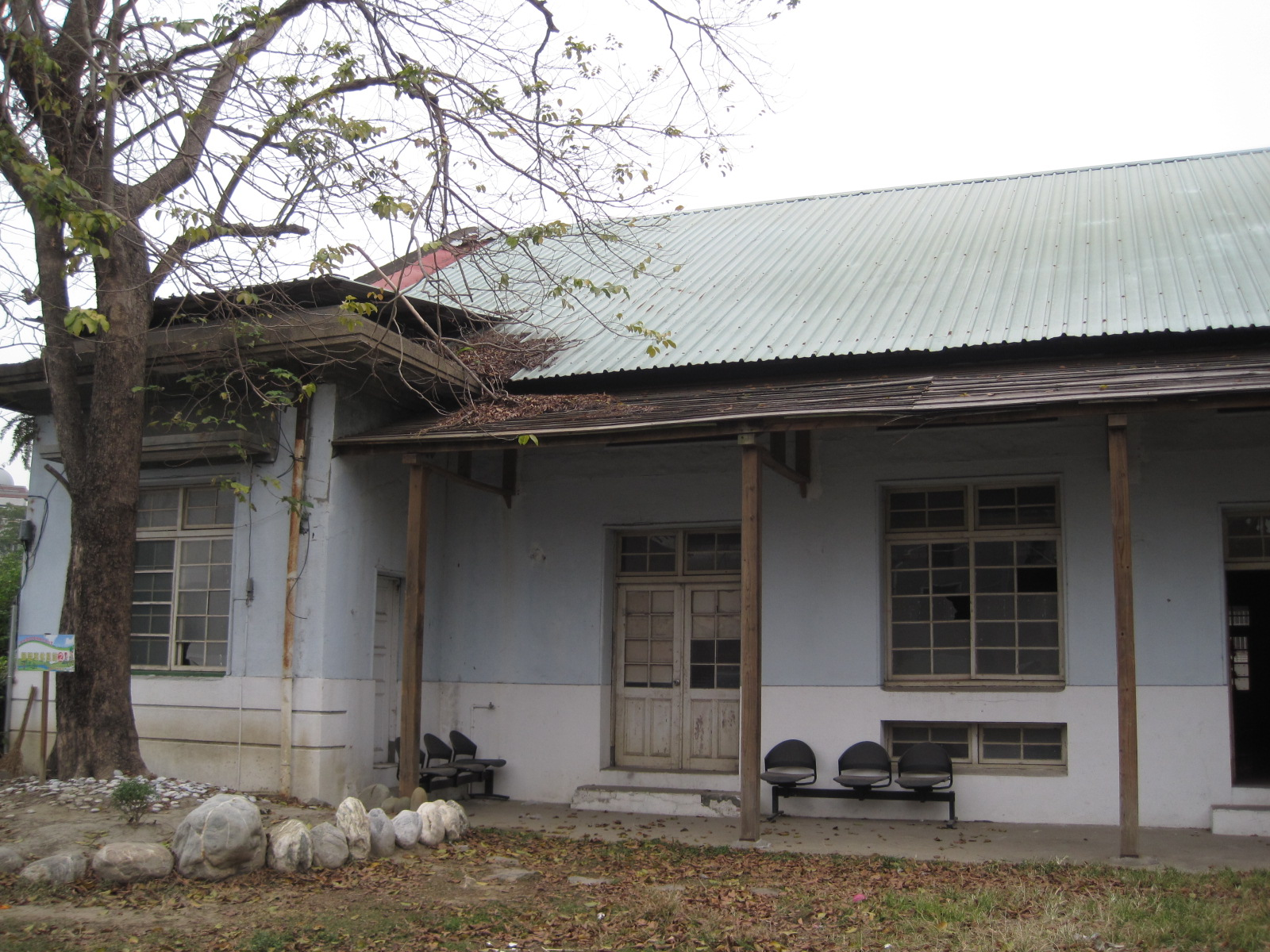
修復前之建築物側面，攝於2011年

該建築是日治時期新化郡的主要集會場所，用來舉辦如新化公學校畢業典禮等重要集會，於日治時期大正十一年（1922年）開始動工，落成於昭和十一年（1936年）。二次大戰之後，該建築依然用來作為集會場所與舉辦婚喪喜慶及藝文活動之處，直到民國五十年代（1960年代），國民黨租用改為新化民眾服務站、新化民眾服務分社。後市府收回，2016年8月開始整修，總經費新台幣2500萬元，2018年6月20日完成驗收，計畫作為圖書館之用。